# Linda Watson
Pour les articles homonymes, voir Watson.
Linda Margaret Watson, née le 15 septembre 1955, est une joueuse de hockey sur gazon et une athlète zimbabwéenne.

## Biographie
Sélectionnée en équipe nationale de 1979 à 1980, Linda Watson fait partie de l'équipe du Zimbabwe de hockey sur gazon féminin sacrée championne olympique en 1980 à Moscou. Elle est aussi l'une des meilleures sprinteuses et coureuses de haies du pays,.